# جوليا ديفيدز
جوليا ديفيدز هي موزعة ومغنية كندية، ولدت في 17 مارس 1972.

## وصلات خارجية
- جوليا ديفيدز على موقع ميوزك برينز (الإنجليزية)